# (S)-テトラヒドロプロトベルベリン-N-メチルトランスフェラーゼ
(S)-テトラヒドロプロトベルベリン-N-メチルトランスフェラーゼ((S)-tetrahydroprotoberberine N-methyltransferase、EC 2.1.1.122)は、以下の化学反応を触媒する酵素である。
S-アデノシル-L-メチオニン + (S)-7,8,13,14-テトラヒドロプロトベルベリン{\displaystyle \rightleftharpoons }S-アデノシル-L-ホモシステイン + cis-N-メチル-(S)-7,8,13,14-テトラヒドロプロトベルベリン
従って、この酵素の2つの基質はS-アデノシル-L-メチオニンと(S)-7,8,13,14-テトラヒドロプロトベルベリン、2つの生成物はS-アデノシル-L-ホモシステインとcis-N-メチル-(S)-7,8,13,14-テトラヒドロプロトベルベリンである。
この酵素は、転移酵素、特に1炭素基を転移させるメチルトランスフェラーゼのファミリーに属する。系統名は、S-アデノシル-L-メチオニン:(S)-7,8,13,14-テトラヒドロプロトベルベリン cis-N-メチルトランスフェラーゼである。この酵素は、アルカロイドの生合成に関与している。